# Никифоров, Тома
Тома Никифоров (фр. Toma Nikiforov, род. 25 января 1993 года) — бельгийский дзюдоист болгарского происхождения, двукратный чемпион Европы, призёр чемпионатов Европы, мира, Европейских игр.

## Биография
Родился в 1993 году. В 2009 году завоевал серебряные медали чемпионатов мира и Европы среди юниоров, в весовой категории до 90 кг. В 2010 году стал серебряным призёром Юношеских Олимпийских игр в Сингапуре. В 2011 году стал бронзовым призёром чемпионата Европы среди кадетов. На чемпионате Европы среди кадетов 2012 года стал обладателем серебряной медали. В 2013 году получил бронзовые медали чемпионатов мира и Европы среди кадетов.
В 2015 году завоевал бронзовые медали Европейских игр и Чемпионата мира. 
В 2017 году завоевал серебряную медаль на абсолютном чемпионате мира в Марракеше, уступив в финале величайшему дзюдоисту Тедди Ринеру
В апреле 2021 года на чемпионате Европы в Лиссабоне, спортсмен из Бельгии в весовой категории в финале сломил сопротивления грузинского борца Варлама Липартелиани и стал двукратным чемпионом Европы по дзюдо. 